# هنري ميشو
هنري ميشو (بالفرنسية: Henri Michaux )‏ (و. 1899 – 1984 م) هو رسام، وشاعر، وكاتب من فرنسا، وبلجيكا، ولد في نامور، شارك في II. documenta ‏، ومعرض دوكومنتا الثالث ‏، ودوكومنتا 6 ‏، توفي في باريس، عن عمر يناهز 85 عاماً.

## التعليم
تعلم في جامعة بروكسل الحرة ‏.

## روابط خارجية
- هنري ميشو على موقع الموسوعة البريطانية (الإنجليزية)
- هنري ميشو على موقع ميوزك برينز (الإنجليزية)